# Schoofs Nunatak
Schoofs Nunatak är en nunatak i Antarktis. Den ligger i Västantarktis. Argentina, Chile och Storbritannien gör anspråk på området. Toppen på Schoofs Nunatak är 1 781 meter över havet.
Terrängen runt Schoofs Nunatak är platt åt nordväst, men åt sydost är den kuperad. Trakten är obefolkad. Det finns inga samhällen i närheten.